# Brefeldia maxima
Espèce
Brefeldia maxima est une espèce de myxomycètes de la famille des Stemonitidaceae.